# De sepulturis
De Sepulturis je papeška bula, ki jo je napisal papež Bonifacij VIII. leta 1299.
S to bulo je papež prepovedal raztelešenje (tudi v obliki avtopsije v medicini): »Tisti, ki secirajo telesa mrtvih, jih barbarsko kuhajo z namenom, da se kosti ločijo od mesa /…/ so zaradi tega izobčeni.«.